# قسم ناصري الريفي
قسم ناصري الريفي (بالفارسية: دهستان ناصری) هي منطقة سكنية تقع في إيران في قسم خنافره، الفلاحية. يقدر عدد سكانها بـ 8,862 نسمة .